# Железнодорожный район (Симферополь)
Железнодорожный район (укр. Залізничний район) — один из трёх районов города Симферополя.

## Микрорайоны
| № на карте | Название               | Население (чел.) | Площадь (км²) | Код ОКАТО  |
| ---------- | ---------------------- | ---------------- | ------------- | ---------- |
| 1          | Героев Сталинграда     | ~ 12 000         | 59,9          | 71 401 376 |
| 2          | Маршала Жукова         | ~10 000          | 204,2         | 71 401 364 |
| 3          | Льдозаводское          | ~10 000          | 0.106         | 71 401 368 |
| 4          | Анатра                 | ~ 5 000          | 126,5         | 71 401 372 |
| 5          | Лексина                | ~ 6 000          |               |            |
| 6          | Украинка               | ~ 4 500          |               |            |
| 7          | Шестириковская слобода | ~ 1 000          |               |            |

## География
Район занимает западную и северо-западную части города. До 2015 года упразднённому Железнодорожному райсовету были подчинены 4 обособленных населённых пункта к северо-западу от города — пгт Грэсовский, пгт Аэрофлотский, пгт Комсомольское, пос. Битумное, входящие в единое муниципальное образование городской округ Симферополь.

## Население
| 1939    | 1970    | 1979    | 1989    | 2001    | 2014    | 2015    |
| ------- | ------- | ------- | ------- | ------- | ------- | ------- |
| 38 068  | ↗70 686 | ↗74 256 | ↗84 952 | ↘79 915 | ↘78 022 | ↗78 265 |
| 2016    | 2017    | 2018    |         |         |         |         |
| ↗79 990 | ↗80 963 | ↘80 939 |         |         |         |         |

Железнодорожный район — самый небольшой по численности населения в Симферополе: в нём проживает около 24 % населения города.

## История
В октябре 2014 года представители КПРФ выступили с инициативой переименования района в Гагаринский.
Существовавший ранее Железнодорожный районный совет был расформирован в 2015 году, тогда же был ликвидирован Грэсовский поселковый совет, находившийся в подчинении Железнодорожного райсовета и охватывавший пгт Грэсовский, пгт Аэрофлотский, пгт Комсомольское, пос. Битумное